# أدولف تشرني
أدولف تشرني (بالتشيكية: Adolf Černý)‏ (و. 1864 – 1952 م) هو لغوي، وشاعر، وتربوي، وكاتب، وأستاذ جامعي، وصحفي، وإنثوغرافي ‏ تشيكي، ولد في هرادتس كرالوفه، توفي في براغ، عن عمر يناهز 88 عاماً.

## جوائز
حصل على جوائز منها:
- الدكتوراه الفخرية من جامعة ياغيلونيا (1947)[4]
- الدكتوراة الفخرية من جامعة كارلوفا ‏ (1946)[4]